# Belgien i Eurovision Song Contest 2015
Belgien deltog i Eurovision Song Contest 2015 i Wien i Österrike.

## Bakgrund
Belgien bekräftade sitt deltagande i juni 2014. 

## Uttagning
Den 3 november 2014 meddelade RTBF att Loïc Nottet internt valdes att representera Belgien i Eurovision Song Contest 2015. Nottet hade varit tvåa i den tredje säsongen av talangtävlingen The Voice Belgique, sändes av RTBF. Låten som han framförde heter Rythm inside som presenterades den 10 mars.

## Vid Eurovision
Belgien deltog i den första semifinalen den 19 maj. Där hade de startnummer 3. De gick till final med 149 poäng och hamnade på andra plats. I finalen hade de startnummer 13. De fick 217 poäng och hamnade på fjärde plats.